# Fässbergs Bio
Fässbergs Bio är en biograf med digital teknik

 och 400 sittplatser på Fiskargatan 4 i Mölndal, som öppnade januari 2013 och drivs i kommunal regi i den ombyggda och renoverade aulan Fässbergssalen vid Fässbergsgymnasiet.